# 维吾尔新文字
维吾尔新文字、又称新维文（或，拉丁维文：或）是以拉丁字母为基础的维吾尔文，相对于以阿拉伯字母为基础的“维吾尔老文字”而言。
在1950年代的中国新疆维吾尔自治区，当时使用的维吾尔文和哈萨克文，由阿拉伯字母构成，为从右到左的书写顺序。因这种两种文字在书写数码、算式、公式、化学方程式、乐谱等事物时困难，以及维吾尔文缺少元音音位，因此对这种两种文字进行改革。1960年开始试验推行维吾尔新文字:238，作为维吾尔语官方文字使用。1982年停止推行维吾尔、哈萨克新文字，恢复维吾尔、哈萨克老文字全面使用，新文字作为拼音符号保留。

## 概要
维吾尔新文字是汉语拼音和苏联亚尼亚利夫字母的结合体，和其他土耳其式突厥语文字有较大的差别，与IPA对应不齐整，且无法在通常的拉丁字母键盘上输入。

## 历史
十月革命后，苏联政府推行文字改革，一是为没有文字的民族创制拉丁化的文字，二是对原有文字进行改革。突厥语系民族使用的阿拉伯字母文字在1920、30年代改革为拉丁化的新文字。1940年，改革为斯拉夫字母的新文字。其后，以斯拉夫化的西里尔维文、哈萨克文书写的出版物开始进入中国。新疆当地干部和知识分子使用新文字的同时，提出维吾尔文、哈萨克文进行斯拉夫化的主张。伊宁市1951年时召开“51知识分子座谈会”时，51名维吾尔族知识分子一致要求今后采用西里尔维文:226。
中华人民共和国建立后，新政府开始推行汉字改革和少数民族文字改革。1954年5月，政务院文化教育委员会民族语言文字研究指导委员会及民族事务委员《关于帮助尚无文字的民族创立文字问题的报告》提及，“各民族新创拼音文字的字母形式”，“目前基本上可以拉丁字母作为试行字母或记音符号，将来再考虑改变。某些民族因邻近苏联和蒙古人民共和国，也可依其自愿使用俄文字母。”1955年，新疆维吾尔自治区民族语言文字研究指导委员会代表在全国第一届民族语文科学讨论会中，提出参考苏联文字改革制订的维吾尔、哈萨克、柯尔克孜、蒙古、锡伯文的斯拉夫化文字草案。1956年8月，新疆维吾尔自治区党委和人民委员会召开新疆维吾尔自治区第一届民族语文科学讨论会，通过维吾尔等五种新文字方案。9月开始推行:226。
1957年10月，中国文字改革委员会提出采用拉丁字母的《汉语拼音方案》（修正草案）。在《汉语拼音方案》确定采用拉丁字母的背景下，政府确定少数民族文字改革的“甲乙丙丁戊”五项原则。其中，“甲、少数民族创制文字应该以拉丁字母为基础；原有文字进行改革，采用新的字母系统的时候，也应该尽可能以拉丁字母为基础:227。”
1958年8月，新疆维吾尔自治区委员会和人民委员会的领导指示，因文字改革影响巨大，同时缺乏经验，以先进行维吾尔、哈萨克文字改革为妥，其他改革暂缓。1959年1月、12月，新疆维吾尔自治区委员会和人民委员会召开新疆维吾尔自治区第二届民族语文科学讨论会，提出废除维吾尔、哈萨克老文字，逐步推行新文字的建议书。12月31日，人民委员会向国家民族事务委员会上报维吾尔、哈萨克新文字方案（草案）。1960年2月10日，民族事务委员批复同意试行方案:227—228。
自1960年起，新疆维吾尔自治区文字改革委员会进行一系列试验推行工作。1963年6月，新疆维吾尔自治区人民委员会召开“维吾尔、哈萨克文字科学讨论会”，进一步探讨相关问题。1964年3月，新疆维吾尔自治区第三届人民代表大会第一次会议讨论《维吾尔新文字方案》、《哈萨克新文字方案》，通过改革维吾尔、哈萨克文字。4月，人民委员会将两个方案上报国家民族事务委员会。10月，国务院批准两个方案:227—228。
1980年代初期，随着老维文重新被定为新疆维吾尔自治区的官方文字，新维文逐渐不被人们再继续使用。

## 字母表
| 大写字母 | A    | B | C | D | E | F    | G | H    | I    | J  | K | L | M | N | O    | P | Q  | R    | S | T | U    | V    | W    | X | Y | Z | Ƣ    | Ⱨ    | Ⱪ | Ə    | Ɵ | Ü    | Ⱬ | NG | ZH | CH | SH |
| 小写字母 | a    | b | c | d | e | f    | g | h    | i    | j  | k | l | m | n | o    | p | q  | r    | s | t | u    | v    | w    | x | y | z | ƣ    | ⱨ    | ⱪ | ə    | ɵ | ü    | ⱬ | ng | zh | ch | sh |
| IPA      | ɑ, a | b | s | d | e | f, ɸ | ɡ | χ, x | i, ɨ | dʒ | k | l | m | n | o, ɔ | p | tʃ | r, ɾ | s | t | u, ʊ | w, v | w, v | ʃ | j | z | ʁ, ɣ | h, ɦ | q | ɛ, æ | ø | y, ʏ | ʒ | ŋ  | dʒ | tʃ | ʃ  |